# Бешрес
Бешре́с (фр. Bécheresse) — коммуна во Франции, находится в регионе Пуату — Шаранта. Департамент — Шаранта. Входит в состав кантона Бланзак-Поршрес. Округ коммуны — Ангулем.
Код INSEE коммуны — 16036.
Коммуна расположена приблизительно в 410 км к юго-западу от Парижа, в 125 км южнее Пуатье, в 18 км к югу от Ангулема.

## Население
Население коммуны на 2008 год составляло 242 человека.
| 1962 | 1968 | 1975 | 1982 | 1990 | 1999 | 2008 |
| ---- | ---- | ---- | ---- | ---- | ---- | ---- |
| 270  | 259  | 218  | 246  | 217  | 207  | 242  |

## Экономика
В 2007 году среди 130 человек в трудоспособном возрасте (15—64 лет) 106 были экономически активными, 24 — неактивными (показатель активности — 81,5 %, в 1999 году было 74,4 %). Из 106 активных работали 104 человека (53 мужчины и 51 женщина), безработных было 2 (0 мужчин и 2 женщины). Среди 24 неактивных 6 человек были учениками или студентами, 9 — пенсионерами, 9 были неактивными по другим причинам.

## Достопримечательности
- Приходская церковь Сен-Бартелеми (XII век). Памятник истории с 1925 года[3]

## Фотогалерея

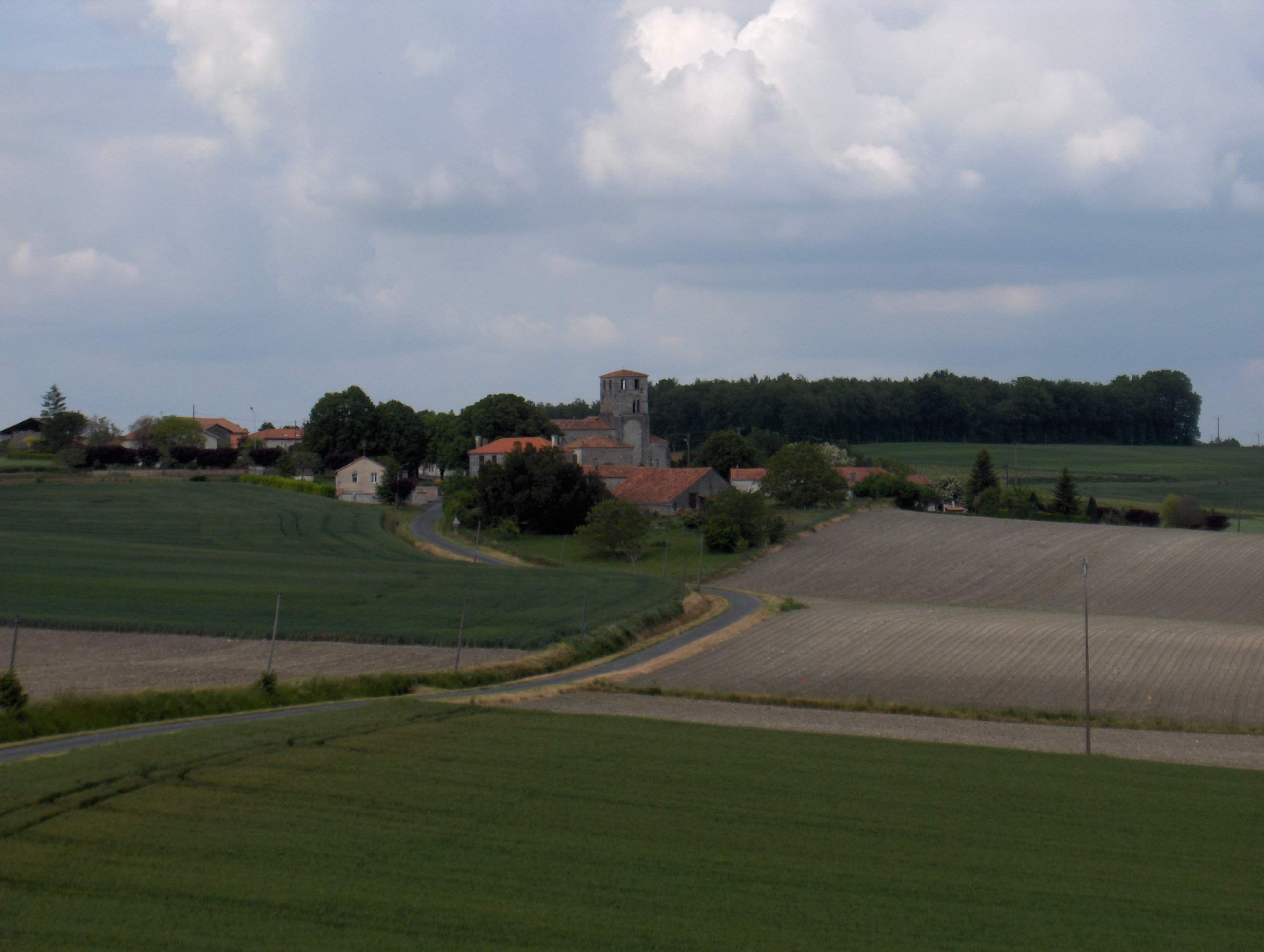
Бешрес
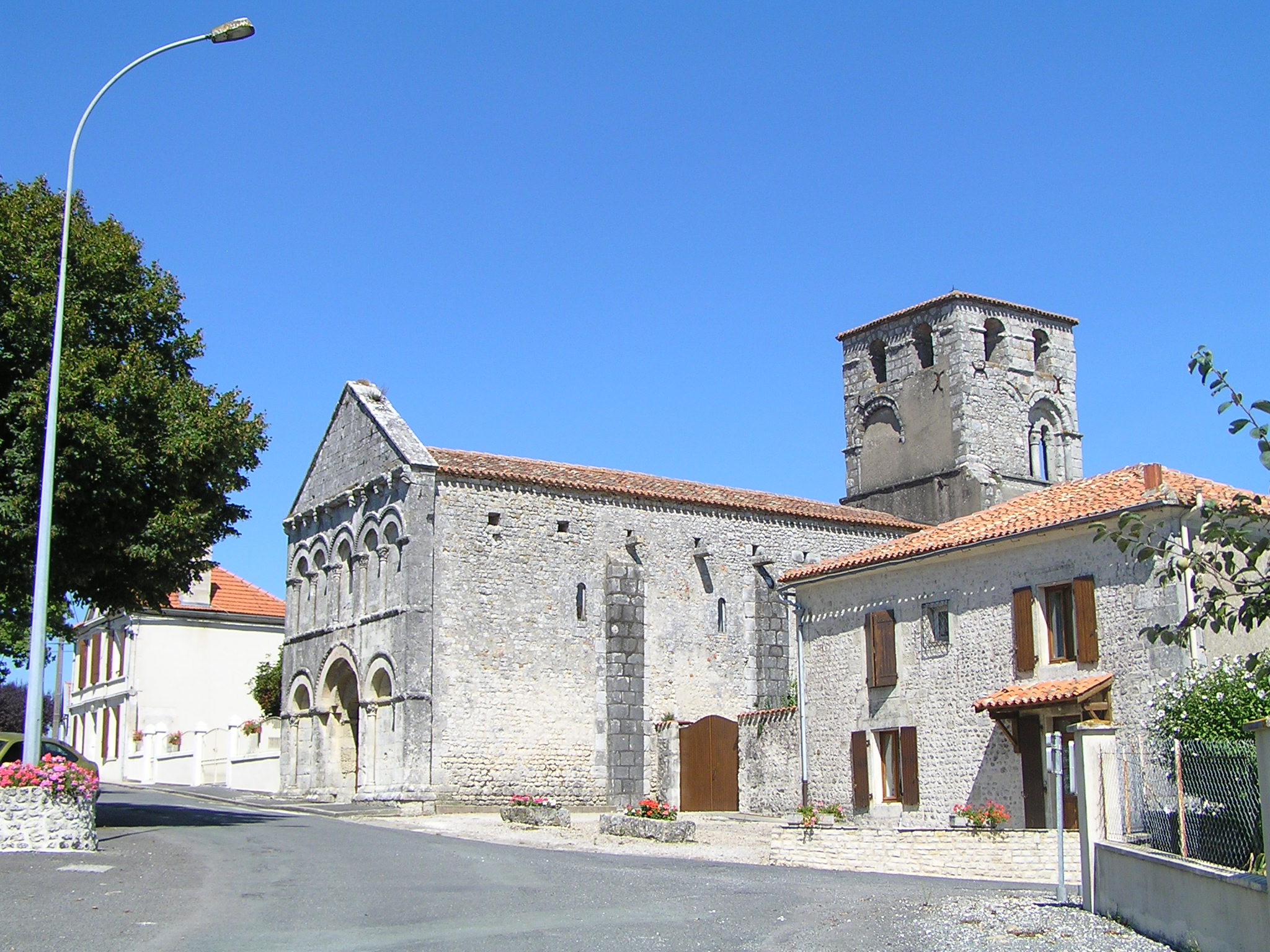
Церковь Сен-Бартелеми
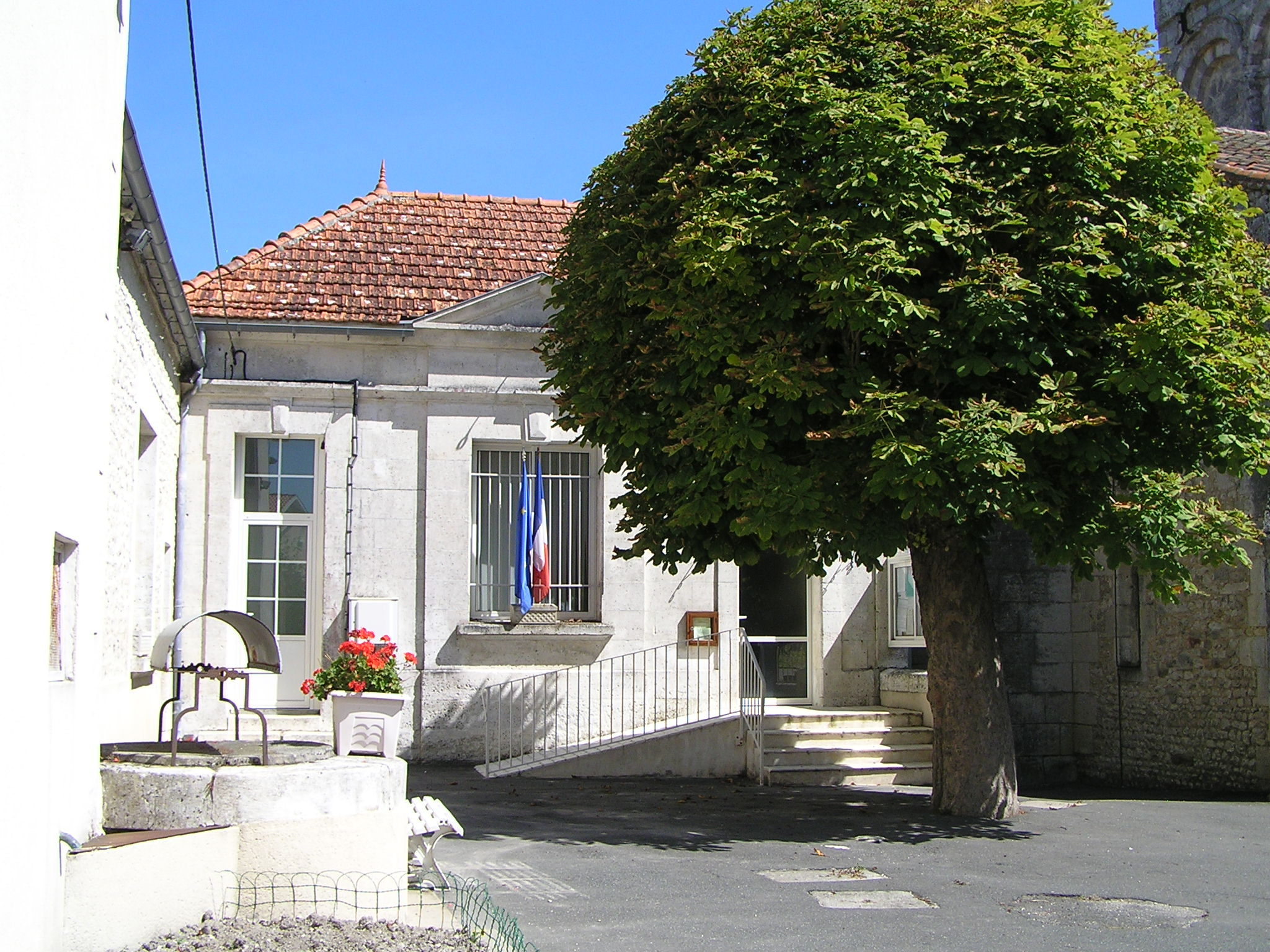
Мэрия
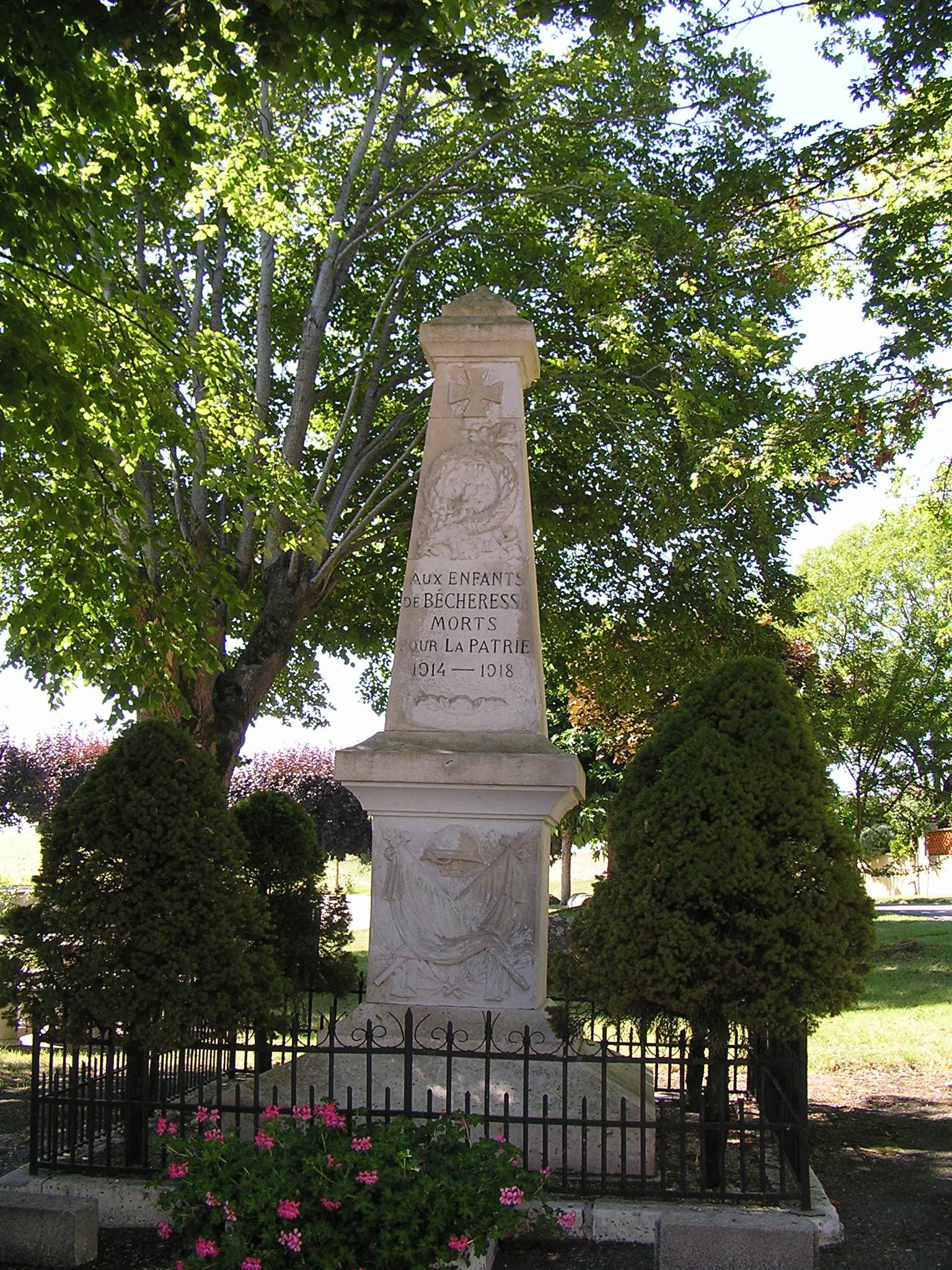
Военный мемориал